# Alexandre Șuțu
Pour les articles homonymes, voir Famille Soutzo.
Alexandru  Suțu en roumain, Alexandros Soutsos en grec, Alexandre Soutzo, Soutzos ou Soutzou en français, né à Constantinople en 1758 et mort à Bucarest en 1821, est un prince Phanariote qui, après avoir été au service du gouvernement Ottoman, est devenu Hospodar de Moldavie de 1801 à 1802, et de Valachie en 1806 puis de 1818 à 1821. La monarchie était élective dans les principautés roumaines de Moldavie et de Valachie. Le souverain (voïvode, hospodar ou domnitor selon les époques et les sources) était élu par (et souvent parmi) les boyards, puis agréé par les Ottomans : pour être nommé, régner et se maintenir, il s’appuyait sur les partis de boyards et fréquemment sur les puissances voisines, habsbourgeoise, russe et surtout turque, car jusqu’en 1859 les deux principautés étaient vassales et tributaires de la « Sublime Porte ».

## Biographie
Le prince Alexandru Suțu est parfois désigné sous le nom de « Alexandru Nicolae Suțu », pour le différencier de son cousin germain, Alexandru Suțu, le fils de Mihail Ier Șuțu le Drogman, exécuté en 1807.
Alexandre Suțu est le fils de Nicolae Suțu, Grand Droman de la « Sublime Porte » en 1768, décapité par ordre du Sultan le 29 août 1769, et le petit-fils de Constantin Dracul Suțu le Grand Logothète, lui-même pendu par les Turcs en 1757.
Comme bien d’autres Phanariotes, il entre au service de l’Empire ottoman et exerce les fonctions de Drogman de la Flotte de 1797 à 1799 puis de Grand Drogman de 1799 à 1801. Il poursuit sa carrière en succédant à Constantin Ypsilántis comme Hospodar de Moldavie de juillet 1801 à octobre 1802.
Désigné de nouveau comme prince de Valachie en août 1806, il doit se retirer le 13 octobre suivant du fait de l’occupation du pays par les troupes de l’Empire russe qui soutiennent Constantin Ypsilántis.
Il est de nouveau porté au trône de Valachie le 16 novembre 1818, mais il meurt à Bucarest le 18 janvier 1821. Son successeur désigné, Scarlat Kallimachis, n’occupe jamais le trône du fait de l’insurrection nationale des Roumains menée par Tudor Vladimirescu.
Alexandre Suțu épouse en 1795 Euphrosine Kallimachis, une fille du prince Alexandre Kallimachis. Il est inhumé en l’église Saint-Spyridon le Nouveau de Bucarest.

## Note
1. ↑  Le candidat au trône devait ensuite "amortir ses investissements" par sa part sur les taxes et impôts, verser en outre le tribut aux Ottomans, payer ses mercenaires et s'enrichir néanmoins. Pour cela, un règne d'un semestre au moins était nécessaire, mais la "concurrence" était rude, certains princes ne parvenaient pas à se maintenir assez longtemps sur le trône, et devaient ré-essayer. Cela explique le "jeu des chaises musicales" sur les trônes, la brièveté de beaucoup de règnes, les règnes interrompus et repris, et parfois les règnes à plusieurs (co-princes). Quant au gouvernement, il était assuré par les ministres et par le Sfat domnesc (conseil des boyards).
Concernant le tribut aux Turcs, la vassalité des principautés roumaines envers l'Empire ottoman ne signifie pas, comme le montrent par erreur beaucoup de cartes historiques, qu'elles soient devenues des provinces turques et des pays musulmans. Seuls quelques petits territoires moldaves et valaques sont devenus ottomans : en 1422 la Dobrogée au sud des bouches du Danube, en 1484 la Bessarabie alors dénommée Boudjak, au nord des bouches du Danube (ce nom ne désignait alors que les rives du Danube et de la mer Noire), en 1538 les rayas de Brăila alors dénommée Ibrahil et de Tighina alors dénommée Bender, et en 1713 la raya de Hotin. Le reste des principautés de Valachie et Moldavie (y compris la Moldavie entre Dniestr et Prut qui sera appelée Bessarabie en 1812, lors de l'annexion russe) ont conservé leurs propres lois, leur religion orthodoxe, leurs boyards, princes, ministres, armées et autonomie politique (au point de se dresser plus d'une fois contre le Sultan ottoman). Les erreurs cartographiques et historiques sont dues à l'ignorance ou à des simplifications réductrices. Voir Gilles Veinstein et Mihnea Berindei : L'Empire ottoman et les pays roumains, EHESS, Paris, 1987.
2. ↑  La guerre russo-turque de 1806-1812 se conclut par le traité de Bucarest de 1812 entre l'Empire russe et l'Empire ottoman, qui inaugure une partition durable de la Moldavie, toujours divisée aujourd'hui. Selon les termes de ce traité, le Boudjak ottoman et la moitié orientale de la Moldavie, à l'est du Prut sont cédés à l'Empire Russe qui en fait sa province de Bessarabie (actuellement la République de Moldavie pour sa majeure partie), comprenant 45.630 km², avec 482.630 habitants, 5 citadelles (Hotin, Soroca, Orhei, Tighina et Cetatea-Alba), 4 ports (Reni, Izmaïl, Chilia et Cetatea-Alba), 17 villes și 695 villages, comme précisé dans les articles 4 et 5. L'habileté du négociateur du Tzar, l'émigré français Alexandre de Langeron, face au représentant ottoman, le prince phanariote Démètre Mourousi, permet à la Russie cet éclatant succès. Pour n'avoir pas su prévoir l'attaque de Napoléon contre la Russie et retarder les négociations jusque-là pour limiter les pertes ottomanes, Démètre Mourousi est décapité sur ordre du sultan Mahmoud II. Encore aujourd'hui, le 28 mai (date de la signature du traité) est un jour de deuil pour le mouvement unioniste moldo-roumain, à commémorer comme tel (voir sur , ,  et ).